# Кубок Европы по бегу на 10 000 метров 2019
Кубок Европы по бегу на 10 000 метров 2019 года прошёл 6 июля на стадионе «Парламент-Хилл» в Хампстед-Хит, известном парке Лондона. Столица Великобритании принимала турнир второй год подряд. Участники разыграли командный приз в соревнованиях у мужчин и женщин.
Как и годом ранее, Кубок Европы проходил одновременно с соревнованиями «Ночь личных рекордов» (англ. Night of the 10,000m PBs). Для повышения зрелищности болельщикам разрешили наблюдать за всеми забегами с четвёртой дорожки стадиона.
В Лондоне был установлен рекорд турнира по количеству участвующих спортсменов и сборных. Всего на старт в рамках Кубка Европы вышли 122 бегуна из 28 стран, из них 63 мужчины и 59 женщин. Каждая страна могла выставить до 6 человек в каждый из двух командных турниров. Победители определялись по сумме результатов 3 лучших участников.
Женский забег большую часть дистанции возглавляла действующая победительница Лона Чемтаи. В определённые моменты преимущество бегуньи из Израиля над соперницами доходило до 20 метров, но на заключительном отрезке её смогла достать британка Стефани Твелл. За 500 метров до финиша Твелл начала ускорение, которое и принесло ей победу с результатом 31.08,13. Чемтаи не смогла поддержать рывок соперницы и закончила дистанцию второй (31.15,78). Однако поражение не помешало Чемтаи второй год подряд стать победительницей Кубка Европы: это стало возможным благодаря тому, что Стефани Твелл не была заявлена за сборную Великобритании и участвовала только в зачёте национального чемпионата (проходил параллельно) и турнира Night of the 10,000m PBs.
Йеманеберхан Криппа из Италии первенствовал в мужском забеге. Годом ранее он проиграл на заключительном круге немцу Рихарду Рингеру и французу Мурад Амдуни, оставшись на третьем месте. Все три призёра были заявлены и в 2019 году, однако на старт вышел только Криппа. По дистанции ему пытались составить конкуренцию сначала Суфьян Бушихи из Бельгии, на последнем километре — Аманаль Петрос из Германии, но итальянец смог финишировать первым с комфортным преимуществом и привёл свою сборную к победе в командном первенстве.
Мужская сборная Италии и женская сборная Великобритании в пятый раз в истории стали обладателями командного Кубка Европы. При этом британки выиграли четыре из последних пяти розыгрышей трофея.

## Результаты

### Командное первенство
| Место | Команда | Время                                                       | Общее время |
| ----- | --- | ----------------------------------------------------------- | ----------- |
| 1     | Италия · Йеманеберхан Криппа · Лоренцо Дини · Саид Эль-Отмани · Даниэле Меуччи · Итало Куаццола · Марко Наджибе Салами | 27.49,79 28.09,21 28.26,02 (28.38,35) (28.44,97) (29.50,15) | 1:24.25,02  |
| 2     | Великобритания · Бен Коннор · Ник Гулаб · Мэттью Лич · Джек Грей · Адам Хикки · Эндрю Хайз                             | 27.57,60 28.10,49 28.47,24 (28.49,53) (29.13,54) (29.32,90) | 1:24.55,33  |
| 3     | Германия · Аманаль Петрос · Себастьян Хендель · Симон Бох · Филипп Пфлигер · Самуэль Фитви                             | 27.52,25 28.27,11 28.53,53 (28.54,77) (28.55,24)            | 1:25.12,89  |
| 4     | Испания |                                                             | 1:25.16,12  |
| 5     | Израиль |                                                             | 1:26.31,79  |
| 6     | Украина |                                                             | 1:26.33,79  |
| 7     | Бельгия |                                                             | 1:26.39,47  |
| 8     | Франция |                                                             | 1:28.45,05  |
| 9     | Швейцария |                                                             | 1:30.02,63  |
| 10    | Финляндия |                                                             | 1:32.28,92  |

| Место | Команда | Время                                                       | Общее время |
| ----- | --- | ----------------------------------------------------------- | ----------- |
| 1     | Великобритания · Эйлиш Макколган · Элис Райт · Верити Оккенден · Шарлотт Артер · Сара Инглис · Майри Макленнан       | 31.16,76 32.27,57 32.34,47 (32.40,63) (32.52,51) (32.58,42) | 1:36.18,80  |
| 2     | Испания · Кармела Кардама · Майтане Мелеро · Нурия Лугуэрос · Эстер Наваррете · Тереза Урбина · Хема Мартин          | 32.26,43 32.27,00 33.14,32 (33.42,70) (34.03,31) (DNF)      | 1:38.07,75  |
| 3     | Италия · Сара Доссена · Изабель Маттуцци · Джованна Эпис · Мария Кьяра Каскавилла · Валерия Роффино · Ребекка Лонедо | 32.30,47 32.44,17 32.59,16 (33.47,00) (33.57,85) (35.50,45) | 1:38.13,80  |
| 4     | Украина |                                                             | 1:38.34,61  |
| 5     | Беларусь |                                                             | 1:39.16,33  |
| 6     | Ирландия |                                                             | 1:39.24,94  |
| 7     | Португалия |                                                             | 1:39.54,23  |
| 8     | Польша |                                                             | 1:40.32,88  |

### Индивидуальное первенство
| Место | Спортсмен            | Страна         | Время    |
| ----- | -------------------- | -------------- | -------- |
| 1     | Йеманеберхан Криппа  | Италия         | 27.49,79 |
| 2     | Аманаль Петрос       | Германия       | 27.52,25 |
| 3     | Бен Коннор           | Великобритания | 27.57,60 |
| 4     | Суфьян Бушихи        | Бельгия        | 28.04,09 |
| 5     | Сондре Нордстад Моэн | Норвегия       | 28.06,27 |
| 6     | Лоренцо Дини         | Италия         | 28.09,21 |
| 7     | Хуан Антонио Перес   | Испания        | 28.10,16 |
| 8     | Ник Гулаб            | Великобритания | 28.10,49 |
| 9     | Арас Кая             | Турция         | 28.21,24 |
| 10    | Саид Эль-Отмани      | Италия         | 28.26,02 |

| Место | Спортсмен           | Страна         | Время    |
| ----- | ------------------- | -------------- | -------- |
| 1     | Лона Чемтаи         | Израиль        | 31.15,78 |
| 2     | Эйлиш Макколган     | Великобритания | 31.16,76 |
| 3     | Лив Вестфаль        | Франция        | 32.02,38 |
| 4     | Фионнуала Маккормак | Ирландия       | 32.05,29 |
| 5     | Кармела Кардама     | Испания        | 32.26,43 |
| 6     | Майтане Мелеро      | Испания        | 32.27,00 |
| 7     | Дарья Михайлова     | Украина        | 32.27,41 |
| 8     | Элис Райт           | Великобритания | 32.27,57 |
| 9     | Сара Доссена        | Италия         | 32.30,47 |
| 10    | Карла Роша          | Португалия     | 32.33,43 |